# Нова Михайловка (Зональний район)
Нова Миха́йловка (рос. Новая Михайловка) — село у складі Зонального району Алтайського краю, Росія. Входить до складу Зональної сільської ради.
Старі назви — Новомихайловський, Михайловка.

## Населення
Населення — 297 осіб (2010; 355 у 2002).
Національний склад (станом на 2002 рік):
- росіяни — 94 %